# اس‌اس ارسوا (۱۹۵۴)
اس‌اس ارسوا (۱۹۵۴) (به انگلیسی: SS Orsova (1954)) یک کشتی بود که طول آن ۲۲۰٫۲۴ متر (۷۲۲٫۶ فوت) بود.